# Italienska köket

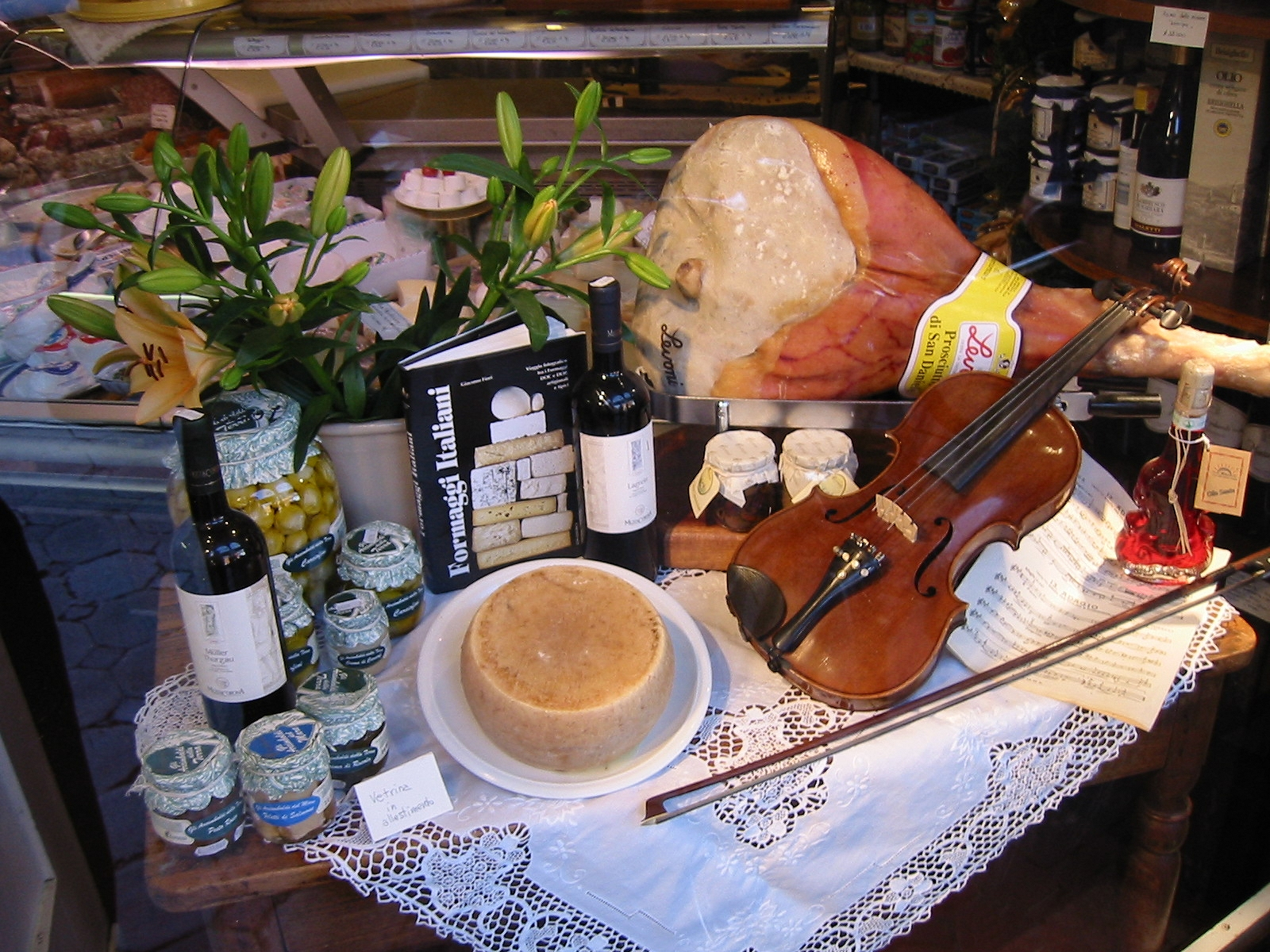
Italienska delikatesser.

Det italienska köket är den typiska kokkonst som utvecklats i Italien. Köket kännetecknas allmänt av sin enkelhet och sin betoning på färska råvaror av hög kvalitet. Ingredienser och rätter varierar från region till region, men betecknas vanligtvis som medelhavskök. I norra Italien används generellt mer smör och andra mejerivaror än vad som används i södra Italien, som använder olivolja i högre grad. Många rätter och produkter har blivit internationellt kända, som den italienska olivoljan, ostsorter (exempelvis parmesan, mozzarella och gorgonzola), korv- och charkuteriprodukter som mortadella, salami, San Daniele-skinka, parmaskinka samt pasta och pizza. Till matkulturen hör också Italiens rika vinproduktion, med välkända viner som chianti och barolo. Kaffe, och då särskilt espresso, har också kommit att spela en viktig roll i det kulturella italienska köket.

## Historia
Det italienska köket har utvecklats avsevärt under många hundra år. Även om landet Italien som det är känt idag inte officiellt bildades förrän på 1800-talet så kan man spåra kökets rötter ända in på 300-talet f.Kr. Genom påverkan och influenser från kringliggande områden, erövrare, berömda kockar, politiska oroligheter och inte minst upptäckten av den nya världen har en matkultur formats och det italienska köket betraktas idag som ett av de främsta i världen.
En stor förändring inträffade i och med upptäckten av nya världen. Upptäckten ledde till att många nya råvaror introducerades såsom potatis, tomater, paprika och majs, som alla är centrala delar i köket trots att de inte introducerades i stor skala förrän på 1700-talet.
I huvudsak kan traditionella rätter historiskt sett delas in efter ursprung - cucina alto-borghese som är den kokkonst som sprang ur högrestånds-traditioner från renässanstiden och framåt, och cucina povera som är typiskt lantliga och borgerliga rätter.

### Antiken
Den första kända italienska matrecensenten var en grekisk sicilianare vid namn Archestratus (en) som bodde i Syrakusa på 300-talet f.Kr.. Han skrev en dikt där han talade om att använda säsongsbetonade ingredienser av högsta kvalitet från naturen. Han påpekade även att matens smak inte skulle döljas av kryddor, örter eller annan smaksättning. Han betonade att detta särskilt gällde vid tillagning av fiskrätter. Detta verkade emellertid glömmas bort under 1000-talet då De re coquinaria (en) gavs ut med 470 recept, däribland många kraftigt smaksatta rätter där kryddor och örter till stor del dolde den naturliga smaken. Romarna anställde många av de bästa grekiska bagarna för att baka deras bröd, de importerade pecorino från Sicilien eftersom sicilianarna ansågs vara bland de bästa ostmakarna. Romarna födde även upp getter för slakt och odlade både kronärtskocka och purjolök.

## Måltider
Italienare äter gärna tre måltider om dagen.
- Prima colazione är frukosten. För många italienare består frukosten av en espresso, medan andra tar ett stycke bröd med marmelad. De förstnämnda går ofta in på en bar på förmiddagen för ytterligare en espresso och en cornetto.
- Pranzo, eller lunch, är dagens huvudmåltid, och serveras mellan tolv och halv två. Se nedan för den traditionella menyföljden.
- Cena, middag, intas vid åttatiden på kvällen, och är till vardags ofta en lättare måltid jämfört med lunchen. Det kan vara en portion pasta, en soppa eller pizza. Emellertid är cena lika omfattande som pranzo när man kvällstid går ut på restaurang med familj eller vänner, vid festliga eller speciella tillfällen. Nuförtiden, när det är svårare att samla familjen till lunchen, blir middagarna tyngre på bekostnad av lunchen.

### Traditionell menyföljd

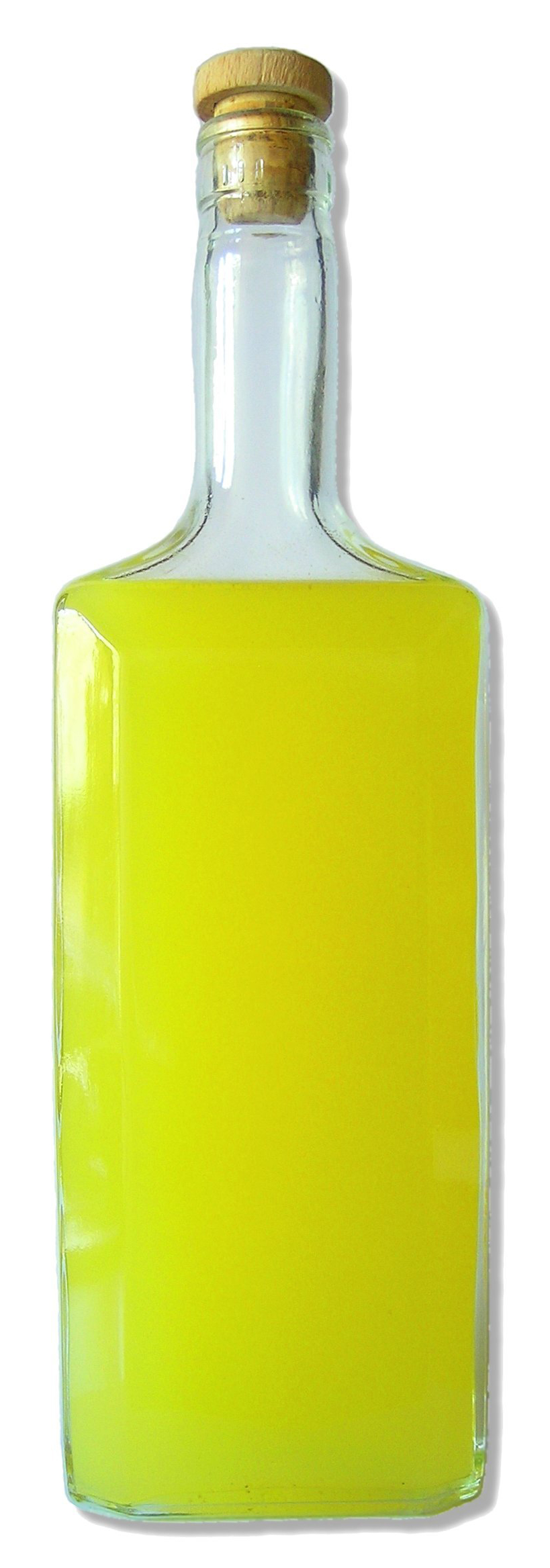
Citronlikören limoncello är en traditionell italiensk digestivo.

Traditionella måltider i Italien innehåller sällan färre än 3-4 rätter. Måltiden ses som ett sätt att tillbringa tid tillsammans med vänner och familj och därför tar ofta de dagliga måltiderna upp mer tid än inom många andra kulturer. Under högtider kan många familjemiddagar vara i flera timmar. I många hem används den traditionella menyföljden endast vid speciella tillfällen (såsom bröllop) medan den vardagliga menyn endast innehåller en eller två rätter, sidorätt och kaffe. Moderna italienska kök erbjuder nu för tiden även enkla rätter (allt-i-ett rätter) innehållande både kolhydrater och protein samtidigt.
Innan maten kan man få en aperitivo, en aperitif som vanligtvis tjänar som aptitretare innan stora måltider och kan bestå av Campari, Cinzano, Prosecco, Aperol, Spritz eller en Vermut.
Förrätten i en italiensk middag, antipasto, är mycket olika beroende på var i landet man befinner sig eller vilken säsong som råder. Antipasto betyder ordagrant "före måltiden" och består av varma eller kalla smårätter som tjänar som aptitretare. Som regel kan något kallskuret som parmaskinka med melon serveras, grillade grönsaker marinerade i olivolja är också stående inslag. Andra typiska antipasti är carpaccio (tunna skivor marinerat rått oxkött med olivolja, basilika och kryddor), caprese (mozzarellaost med tomater), frutti di mare (fisk och skaldjur), arancini (fyllda friterade bollar av ris), vitello tonnato (kalvfilé med en tonfisksås).
Efter detta kommer första varmrätten, primo piatto. Den vanligaste primon är pasta (exempelvis spaghetti, bucatini, capelini, penne, fettuccine, tagliatelle eller fyllda varianter som tortellini), men andra populära primi är gnocchi (där det förutom durumvete finns potatis), risotto, polenta, risi-e-bisi (ärt- och rissoppa), minestrone eller annan soppa. Vanligtvis ingår inget kött eller fisk i primon, möjligen endast i små mängder som smakförhöjare.
Därefter serveras secondo piatto, som är andra varmrätten och består av kött, fisk eller fågel. Vanligtvis kalv, fläskkött eller kyckling, som är de mest populära köttsorterna, särskilt i norr. Efter andra världskriget har emellertid nötkött blivit allt populärare och vilt är väldigt populärt, särskilt i Toscana. Vilken fisk som serveras beror till stor del på vilka lokala fisksorter som erbjuds. Till detta beställs alltid separata tillbehör, contorni, "sidorätt", och kan bestå av en sallad eller kokta eller grillade grönsaker.
Sedan följer desserten som består av ost och frukt (Formaggio e frutta) eller en söt dessert (il dolce). Bland de mer namnkunniga ostarna kan nämnas parmesan, den något mer särpräglade grana padano eller den fårmjölksbaserade pecorino. Lokala ostsorter kan även vara en del av antipasto eller contorno. En söt dessert kan bestå av en tårta, kakor, pannacotta eller en tiramisù.
På detta följer en espresso och en digestivo. Digestivon är en stark spritsort eller likör som anses gynna matsmältningen, exempelvis grappa, amaro, limoncello, sambuca, nocino, ibland kallat ammazzacaffè ("kaffemördare").

## Restauranger och barer

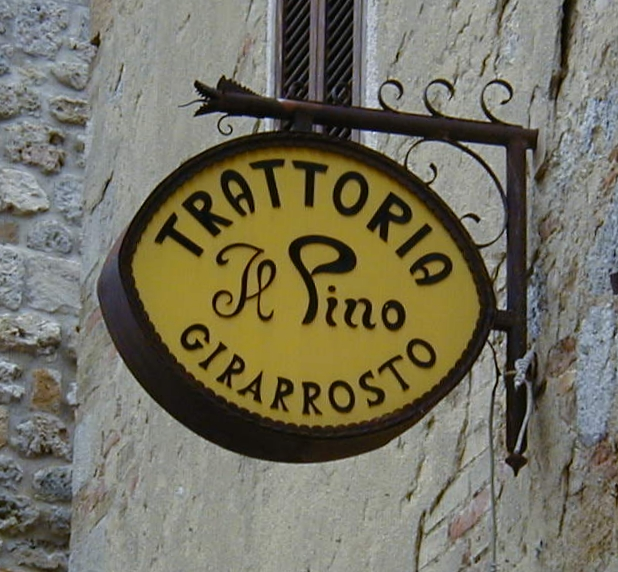
En trattoria.

Varje typ av matställe, restaurang eller bar i Italien har sin specifika roll och håller sig traditionsenligt till denna. Nedan följer en lista över mat- och dryckställen i Italien.
- Agriturismo - bondgårdar som erbjuder husrum och mat. Ofta serveras maten endast till gäster. Kännetecknas av en grön- och guldfärgad skylt med kniv och gaffel på.[4]
- Bar/Caffé - platser som serverar kaffe, läsk, juice och alkohol. Dessa har oftast öppet från morgonen fram till 22 på kvällen. De maträtter som serveras är exempelvis brioche, panini, tramezzini eller spuntini.[4]
- Birreria - En bar som erbjuder öl, återfinns i centrala och norra regionerna i Italien.[4]
- Frasca/Locanda - friuliska vinodlare som ofta har kvälls- och nattöppet och erbjuder mat tillsammans med vinerna.[4]
- Osteria - fokuserar på enkel mat från den lokala regionen. Dessa har oftast kvälls- och nattöppet, men vissa erbjuder även lunch.[5]
- Paninoteca - smörgåsaffär som har öppet dagtid.[5]
- Pizzeria - vedugnsbakade pizzor är en av Italiens specialiteter[6]
- Polentaria - ett fåtal regionala matställen som finns i norra Italien över Emilia-Romagna.[7]
- Ristorante - restaurang som erbjuder mer avancerad mat.[6]
- Spaghetteria - har sitt ursprung i Neapel, erbjuder pastarätter och andra huvudrätter.[8]
- Tavola Calda - bokstavligen "hett bord",
- Trattoria - ett matställe som ofta drivs av en familj. Trattorian kännetecknas av låga priser och en informell atmosfär[9]

## Regionala kök
Något enhetligt italienskt kök existerar inte, utan varje område har lokala specialitet, särskilt på regional nivå, men även på provinsnivå. Dessa variationer kan bero på influenser från angränsade länder (som Frankrike eller Österrike), närhet till hav eller berg eller ekonomisk utveckling, men det finns även säsongsberoende variationer. En markant skillnad ligger i att norra Italien generellt har en förkärlek för risotto, smör och mildare kryddning, påverkad av det österrikiska, bastantare köket. Längre söderut finns i högre grad inslag av pasta, olivolja, solmogna tomater, sardeller, oliver och örtkryddor.

### Friuli-Venezia Giulia
Regionen Friuli-Venezia Giulia delar många traditioner med angränsande Slovenien och näliggande Kroatien. San Daniele del Friuli-skinkor kommer härifrån. Carnia i den norra regionen är känd för sin bacon och Montasio-ost. Collio, Grave del Friuli och Colli Orientali är regionala vinsorter. Regionens maträtter har påverkats mycket av österrikiska, ungerska, slovenska och kroatiska rätter.
Regionens ölbarer serverar ofta österrikisk korv, gulasch och böhmisk hare. Många desserter i området är mjölbaserade, som exempelvis strudel. Polenta är en stapelvara och återfinns i många olika former och kan serveras tillsammans med korv, ost, fisk eller kött. Rätter gjorda på fläskkött är vanligt och är ofta väldigt kryddstarka och tillredda över en typ av öppen eld, fogolar.

### Veneto

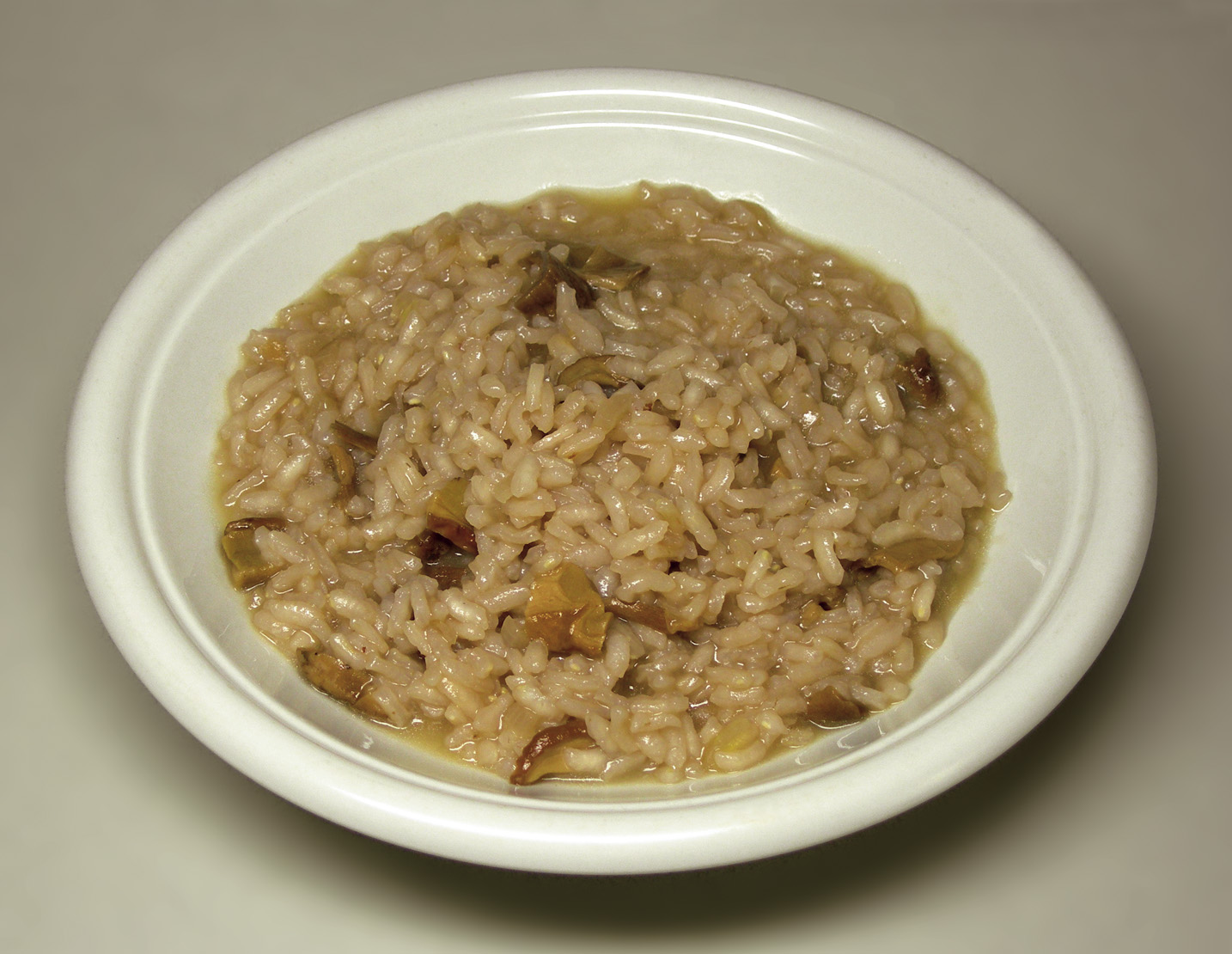
En tallrik risotto.

Veneto är känd för risotto. Det är en maträtt vars ingredienser varierar från plats till plats, vid kusten innehåller rätten ofta fisk och skaldjur, medan pumpa, sparris, radicchiosallad och grodlår är vanligare längre bort från Adriatiska havet. Bönor och andra baljväxter är vanliga i området och rätten pasta e fagioli är en välkänd kombination av bönor och pasta. Veneto har även mer matiga rätter med exotiska kryddor och korvar. Ingredienser som torrfisk och marinerad anjovis återfinns också här. Lite fisk äts i Veneto utan istället äter man mycket kött och korv som sopressa (speciellt i provinsen Vicenza) och vitlökssalami. Grönsaker av hög kvalitet är också viktiga i området, exempelvis röd radicchiosallad från Treviso och sparris från Bassano del Grappa.

### Trentino-Alto Adige
Innan tridentinska kyrkomötet 1550 var Trentino-Alto Adige känt för sin enkla mat. Då romersk-katolska kyrkans prelater kom tog de även med sig sin kokkonst till regionen. Sötvattenfisk är en av regionens specialiteter. Senare kom även mattraditioner från Republiken Venedig och Habsburgska monarkin att influera Trentino-Alto Adiges kök. De slaviska, österrikiska och ungerska köken har också haft stort inflytande på regionen. Gulasch är här en vanlig söndagsrätt och andra vanliga rätter och ingredienser är potatis, klimp och hemmagjord surkål kallad crauti. Ister är en populär ingrediens i regionen och även de nationella specialiteterna som pasta, tomater och olivolja.

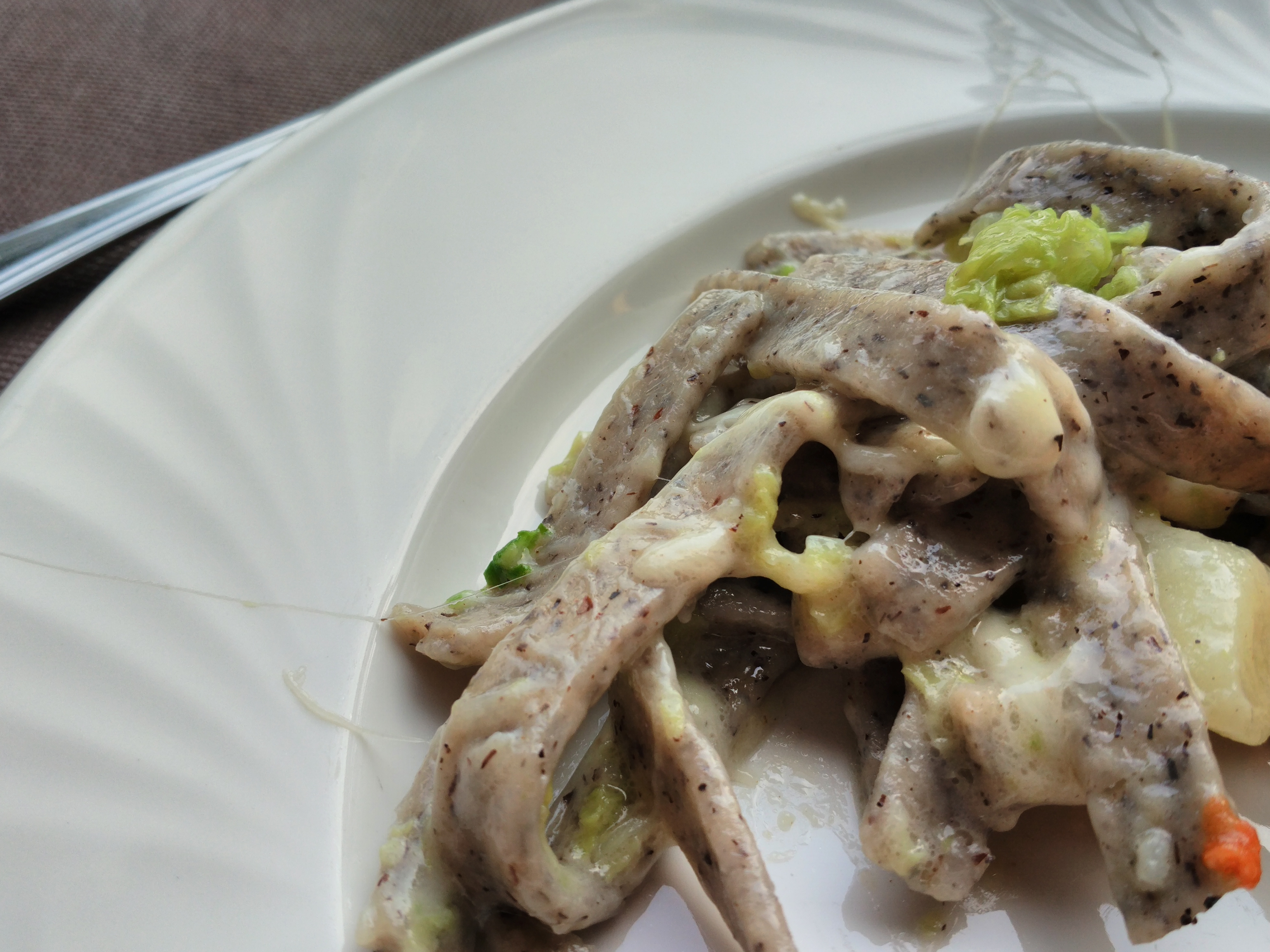
Pizzoccheri.

### Lombardiet
Ris är en populär ingrediens i Lombardiet och återfinns ofta i soppa och risotto. Regionala ostar är robiola eller crescenza, taleggio, gorgonzola (från städerna med samma namn) och grana padano som är särskilt viktig. De stora fälten i centrala och södra Lombardiet används till omfattande boskapsuppfödning och även smör och grädde används i stor utsträckning. I områdena Bergamo, Brescia och Valtellina är polenta populärt. På Mantuas byfestivaler serveras tortelli di zucca (ravioli med pumpafyllning) tillsammans med smält smör följt av kalkon stoppad med kyckling eller någon annan typ av stuvat kött.

### Aostadalen
Brödsoppor i olika varianter är vanligt i Aostadalen, och även ostfonduer kallade fonduta är typiska för alpregionen. Polenta är en annan populär basvara tillsammans med rågbröd, rökt bacon, ister, äkta kastanjer och viltkött som återfinns i berg- och skogsregionerna. Smör och grädde är också viktiga ingredienser när det gäller att laga stuvade, rostade eller bräserade rätter.

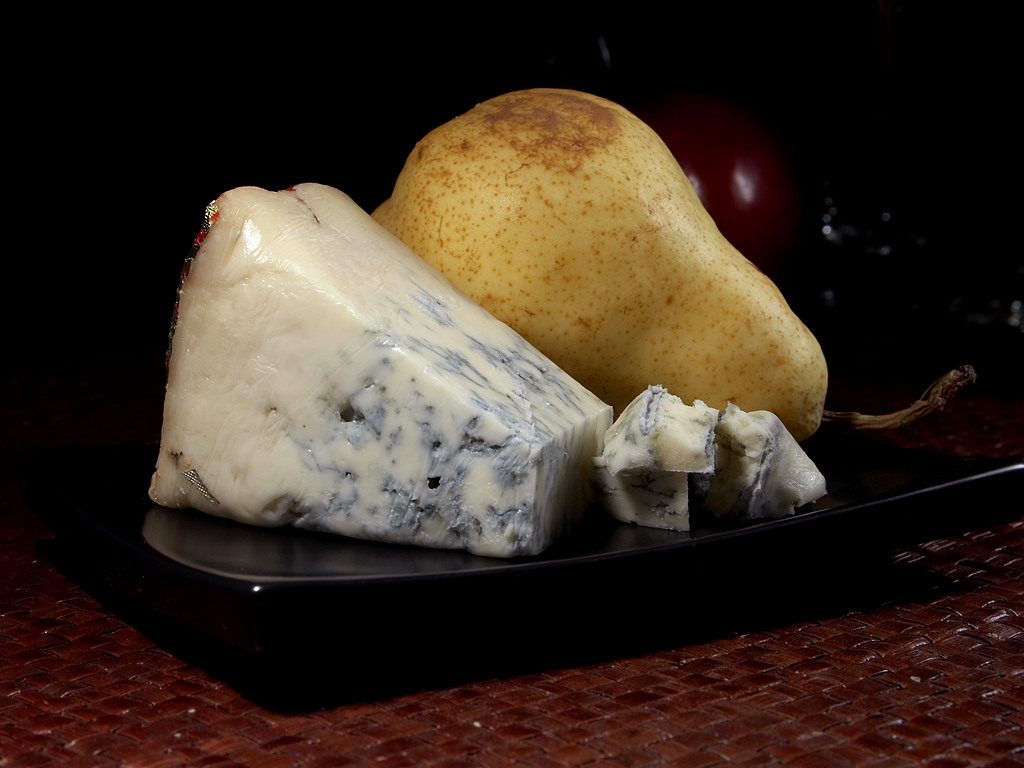
Gorgonzola.

### Piemonte
Piemonte är en region där säsongsmässigt samlande av nötter, svamp, kardoner och även jakt (särskilt vilt) och fiske äger rum. Tryfflar, vitlök, säsongsenliga grönsaker, ost och ris används alla i den här regionen. Viner från Nebbiolo-druvan som exempelvis Barolo och Barbaresco produceras här, såväl som viner från Barbera-druvan, mousserande viner av hög kvalitet och det söta dessertvinet Moscato d'Asti.
Castelmagno är en berömd och välkänd ost från regionen. Filetto Baciato är regionens variant av parmaskinka och görs av fläskfilé eller andra magra fläskdelar marinerade i vitt vin, täckt med salami och lagrad i sex månader.

### Ligurien
I Liguriens kök återfinns örter och grönsaker såväl som skaldjur. Kyndelpajer är populära i regionen och lök och olivolja används i stor utsträckning. Ligurien saknar till stor del fält som lämpar sig för veteodlingar har därför till stor del använt rätter av kikärtsmjöl, tillsammans med lök, kronärtskocka, korv, ost, anjovis eller polenta-liknande panissa. Bergiga och kulliga distrikt använder kastanj som en källa för kolhydrater och socker. Liguriansk pasta inkluderar bland annat corzetti från Polcevera-dalen, pansoti, en triangulär ravioli fylld med grönsaker, piccagge, pastaknyten med en bit ägg som serveras tillsammans med kronärtskocksås eller pesto, trenette, gjorda på fullkornsmjöl och skurna i avlånga band och severade med pesto, kokade bönor och potatis, samt trofie, en ligurisk form av gnocchi i spiralform som kokas tillsammans med bönor och potatis och ofta i pesto. Många ligurer tvingades emigrera i slutet av 1800-talet och början av 1900-talet; detta har resulterat i att asado a la cruz på argentinskt vis kan återfinnas på marknader på somrarna.

### Emilia-Romagna

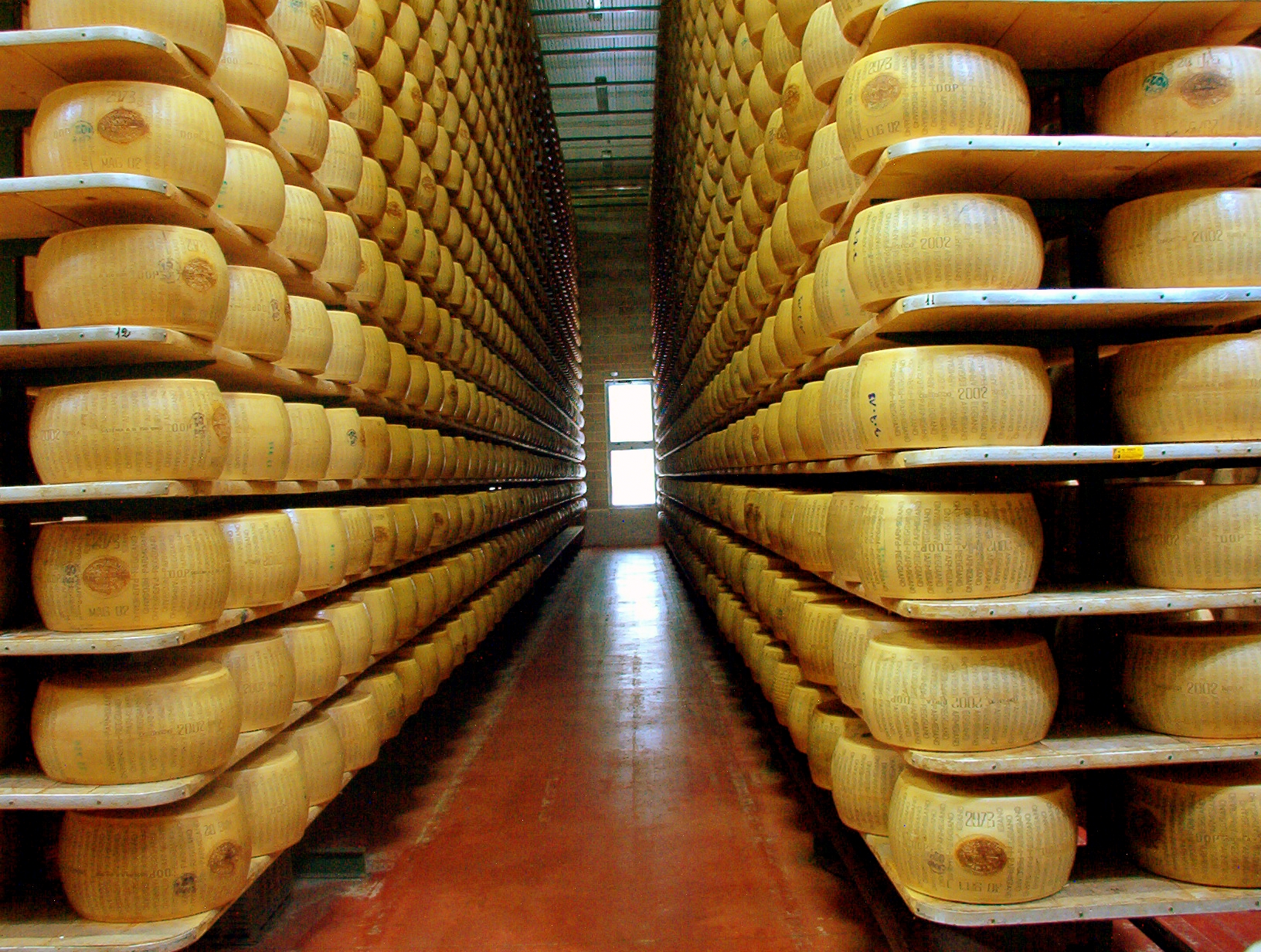
Parmesanost.

Emilia-Romagna är känt för sin äggpasta gjord med vetemjöl och det här är pastans nordliga huvudstad. Bologna är känt för många pastarätter som exempelvis tortellini, lasagne verdi, gramigna och tagliatelle som även återfinns i andra städer runt om i regionen. Romagna har även rätter som cappelletti, garganelli, strozzapreti, spoglia lorda and tortelli alla lastra. I Emilia, från Parma till Piacenza, äts även ris i mindre mängd, eftersom det odlas i Po-dalen. Polenta var historiskt en basvara i hela området kring Apenninerna i Emilia och Romagna. Äkta aceto balsamico tradizionale eller balsamvinäger tillverkas endast i städerna Modena och Reggio nell'Emilia, och måste tillverkas med traditionella metoder. En annan mångårig produkt, Parmigiano Reggiano-ost, tillverkas i Reggio Emilia, Parma, Modena och Bologna, och det är en välanvänd ingrediens i köket. Även om befolkningen vid adriatiska kusten äter mycket fisk så är kött betydligt vanligare i den här regionen. Många olika typer av kött äts här, exempelvis Romagnalamm, fläskkött från Mora Romagnola och även vilt. Regionen är också känd för sina många saltade fläskprodukter: Bologna-, Parma- och Modena-skinka och även Parmas culatello och Salame Felino samt Piacenzas pancetta och coppa. Regionen är även känd för kokta fläskprodukter som Bolognas mortadella och salame rosa, Modenas zampone, capello di prete och cotechino samt Ferraras salama da sugo.

### Toscana

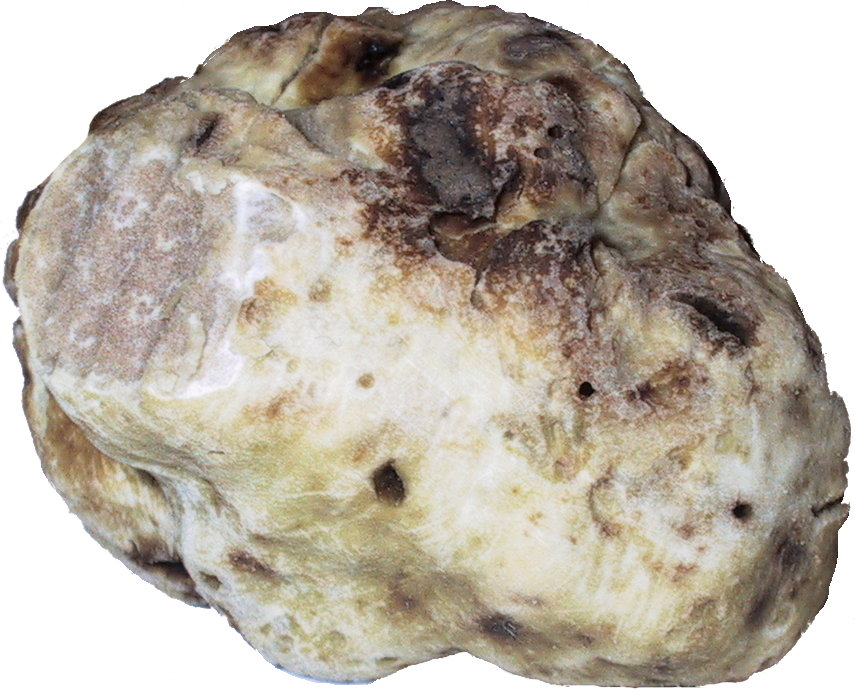
Vit tryffel är en höstspecialitet i Toscana.

Enkelhet är centralt i det toskanska köket. Baljväxter, bröd, ost, grönsaker, svamp och färsk säsongsmässig frukt används i stor utsträckning. Olivolja görs på olivsorterna Moraiolo, Leccino, Frantoio och Pendolino. Vita tryfflar från staden San Miniato är en specialitet i oktober och november. Nötkött av hög kvalitet kommer från dalen Chiana och särskilt från rasen maremmana som används till berömda t-bensstekarna kända som Florentinstek. Fläskköttsbaserade produkter, som exempelvis toskansk skinka är också vanliga..

### Umbrien

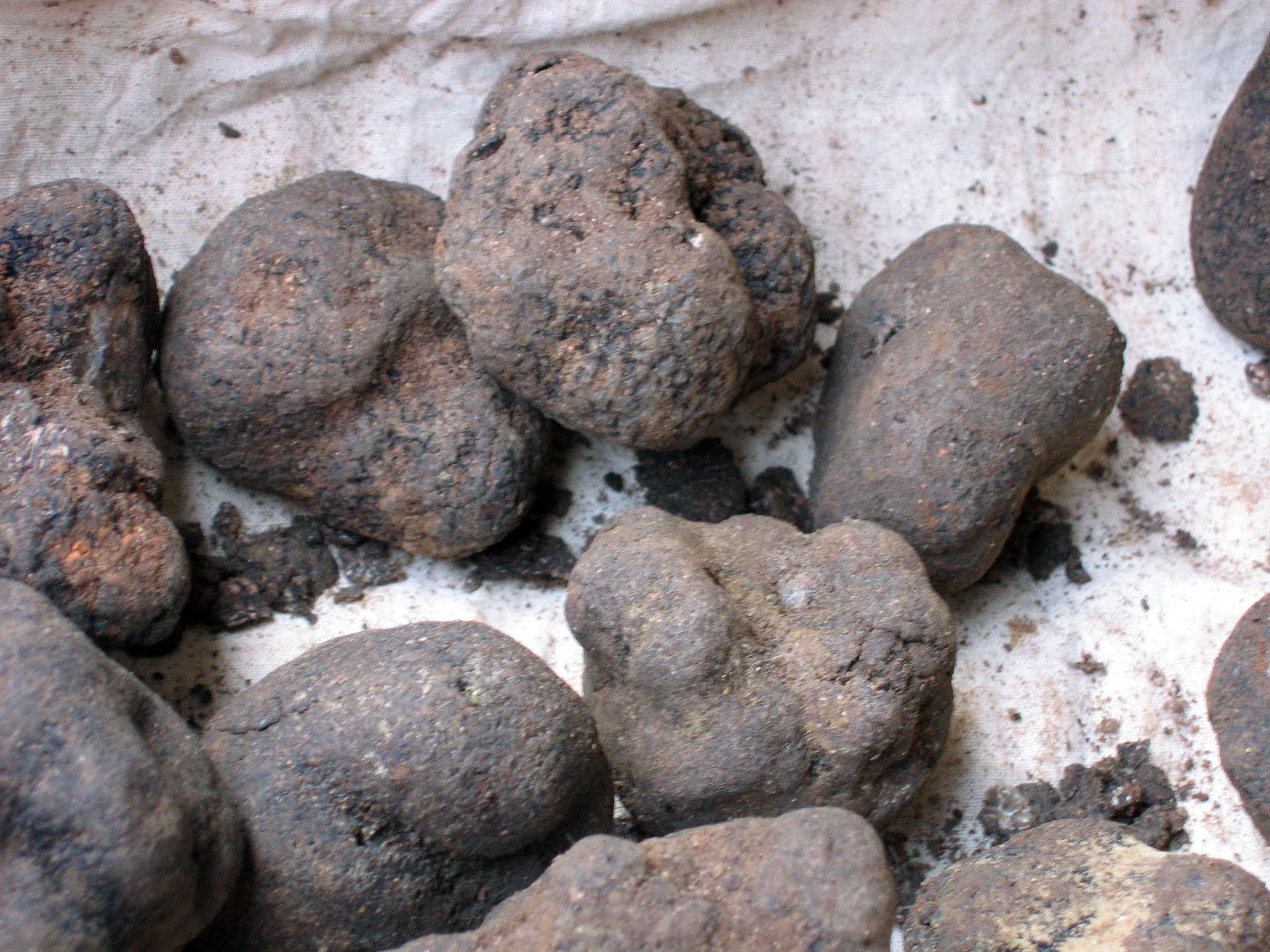
Svarta tryfflar.

Majoriteten av de regionala rätterna från Umbrien i mellersta Italien tillreds genom enkel kokning eller rostning tillsammans med lokal olivolja och örter som smakförstärkare. Grönsaksrätter är mer populära under våren och sommaren då det är säsong för grönsakerna, medan man under höst och vinter äter mer kött från jaktsäsongen och svart tryffel från Norcia. Korvstoppning är väldigt populärt i regionen, och då särskilt korven som produceras av de så kallade Norcini (umbriska slaktare, från staden Norcia). Lenticchie di Castelluccio är välkända linser som återfinns i Castelluccio. Områdena Spoleto och Monteleone är kända för sin dinkel. Sötvattenfisk återfinns också i det umbriska köket med sorter som exempelvis lasca, forell, abborre, harr, ål, barb, sik och sutare.

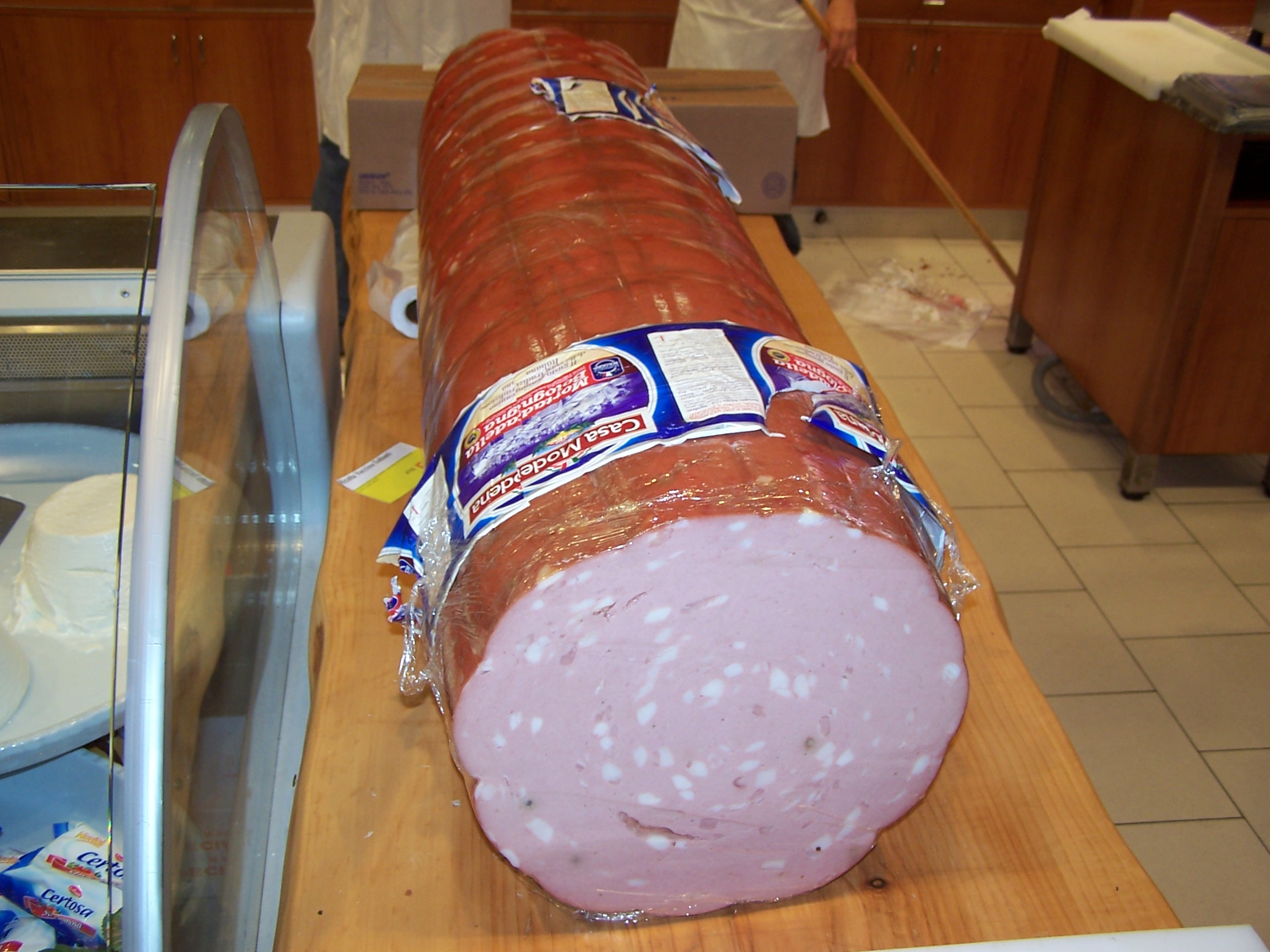
Mortadella.

### Marche
Vid Marchekusten är färsk fisk och skaldjur populärt. I inlandsområdena används vilda och tama grisar för att göra korv och skinkor. Skinkan är inte tunnskuren, utan skuren i tjocka skivor innan den serveras. Spädgris, kyckling och fisk späckas ofta i regionen innan de grillas eller rostas.

### Lazio

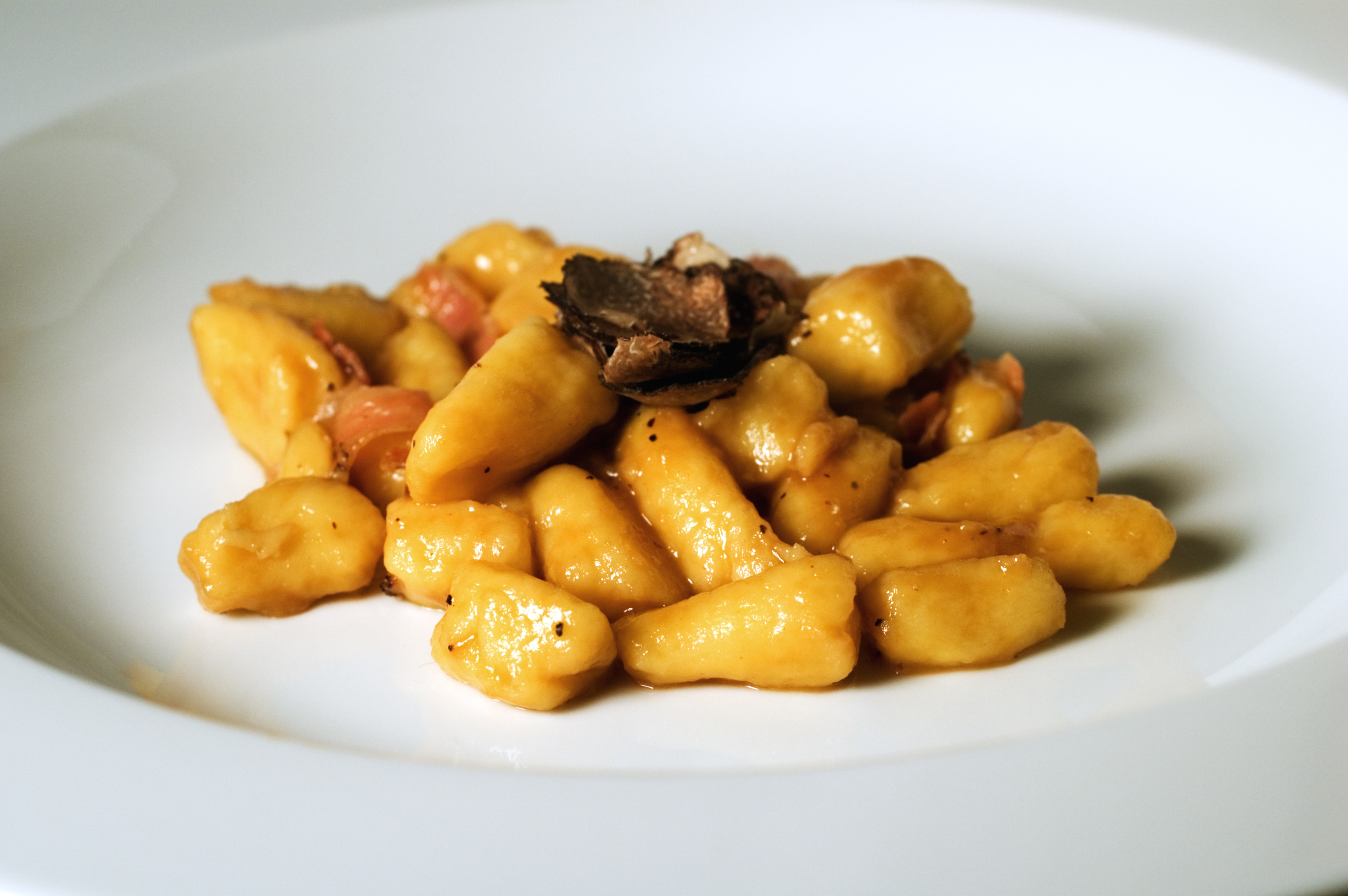
Gnocchi.

Många typer av pastarätter återfinns i köket i Lazio, den beryktade pastasåsen sugo all'amatriciana, baserad på kryddig chilipeppar och guanciale (lufttorkad griskind). Regionen sätter stort värde på att vara duktiga på att använda de mindre använda styckdelarna hos fläsk- och nötkött, som exempelvis inälvsbaserad pajata och coda alla vaccinara. Influenser från det judiska folket kan också påträffas i regionen då judar varit en del av den romerska miljön sedan första århundradet f.Kr.. Lokala grönsaker, särskilt kronärtskocka används även i stor utsträckning.

### Abruzzo och Molise

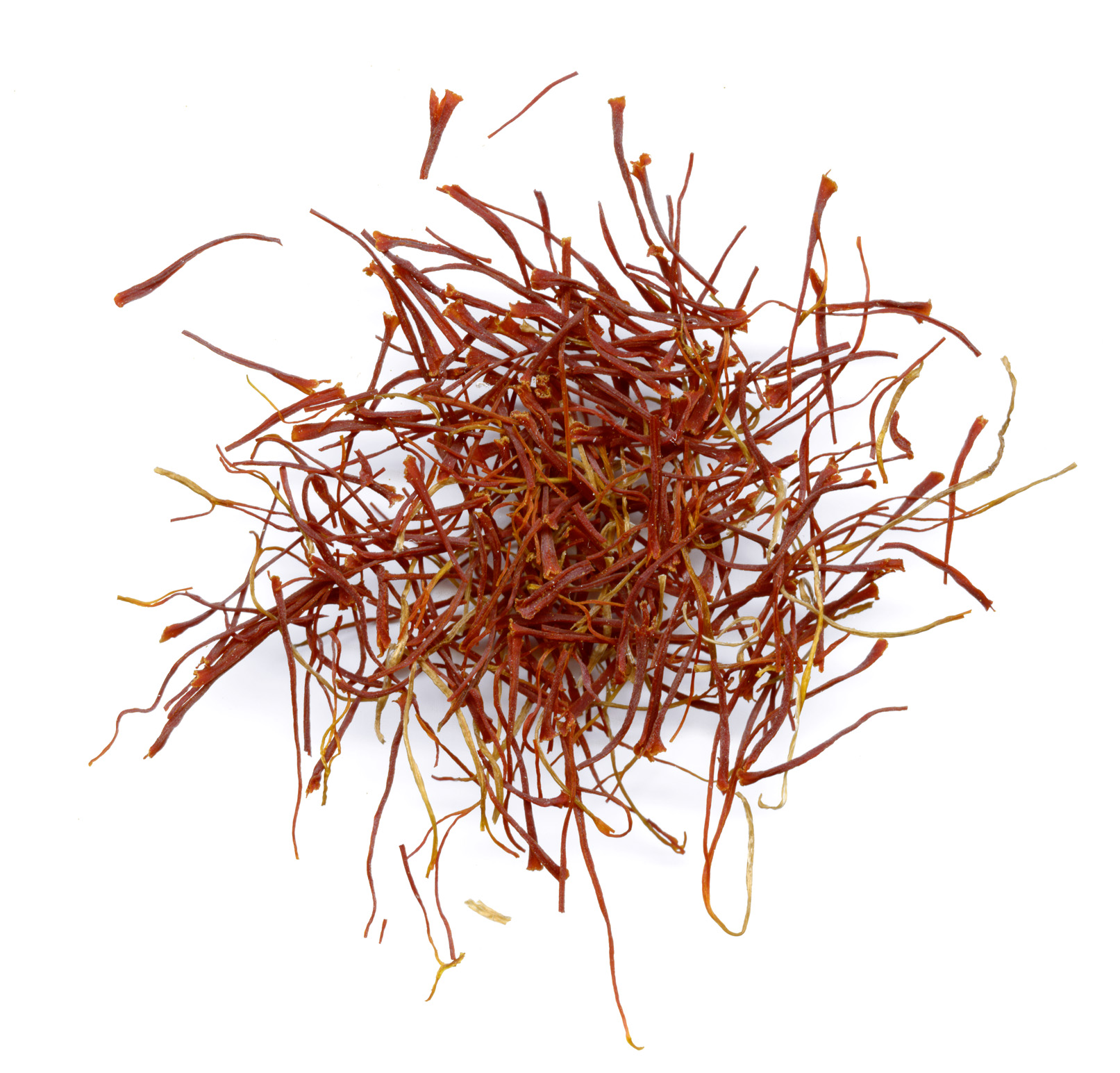
Saffran.

Chilipeppar (peperoncini) återfinns i köket i Abruzzo, där de kallas diavoletti ("smådjävlar") för den styrka och värme de ger till maträtter. Centerbe ("hundra örter") är en stark (72%), kryddig örtlikör som dricks av lokalbefolkningen i området. Pasta, kött och grönsaker spelar en central roll i köket i Abruzzo och Molise. Lammkött används tillsammans med pasta. Ett speciellt verktyg som används för att skära den lokala pastan är chitarra (bokstavligt "gitarr"), ett verktyg med tunna strängar som degen pressas genom. En annan berömd rätt är arrosticini, små bitar av kastrerat lamm, spetsat på ett träspett och grillat över kol, väldigt känd i Pescara. Saffran är en favoritkrydda i regionen, den odlas i provinsen L'Aquila, med den största produktionen från fälten i Navelli. Även om dess popularitet minskat något under de senaste åren så återfinns den fortfarande i vissa centrala rätter i det italienska köket.

### Kampanien
I Kampanien odlas bland annat tomater, paprika, salladslök, potatis, kronärtskocka, fänkål, citroner och apelsiner, som alla får karaktäristisk smak av regionens vulkanjord. I Neapelbukten fångas färsk fisk och skaldjur. Durumvete används för att framställa regionens pastasorter. Kampaniansk mozarella anses vara väldigt fin då den tillverkas av mjölk från vattenbuffeln. De traditionella pizzorna är välkända för att använda regionens färska grönsaker och ost. Desserter i området är bland annat pastiera, sfogliatelle och romdoppad babà.
En stor del av det italiensk-amerikanska köket har sitt ursprung i Kampanien såväl som på Sicilien. Rätterna har emellertid till stor del anpassats efter de ingredienser som finns tillgängliga och de levnadsförhållanden som råder i USA. En stor del av de pizzor som äts runt om i världen idag har sitt ursprung i den neapolitanska pizzan, även om utseende och ingredienser har förändrats till stor del under 1900-talets gång.

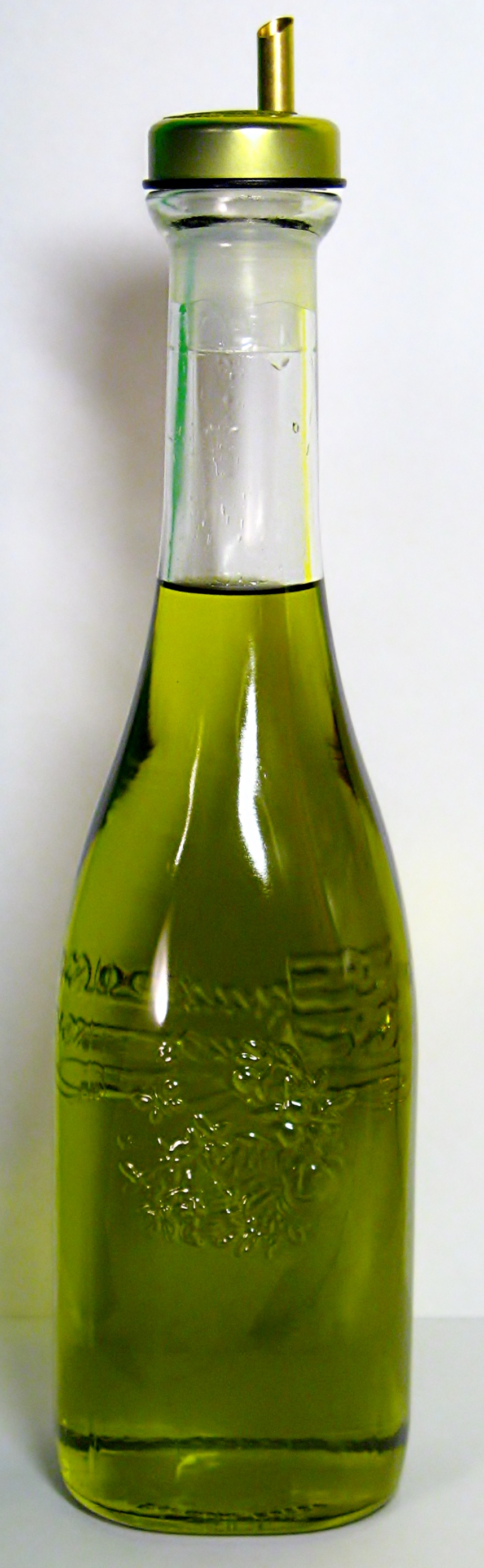
Olivolja.

### Apulien
Den norra delen av Apulien använder väldigt mycket vitlök och lök. Regionen är även känd för sin torkade pasta gjord på durumvete. De färska grönsaker som återfinns i regionen är bland annat tomater, zucchini, broccoli, paprika, potatis, spenat, aubergine, blomkål, fänkål, belgisk sydcikoria och även baljväxter som exempelvis kikärtor, linser och bönor. Apulien är den största producenten av olivolja i Italien. Närheten till havet gör att fisk och skaldjur är vanligt, särskilt ostron och musslor. Get- och lammkött är vanliga kötträtter.

### Basilicata
Fläskkött är en viktig del i Basilicatas kök, ofta i form av korv eller grillat på spett. Lammkött är också populärt i regionen. Pasta är en annan vanlig ingrediens, gjord på durumvete och vatten. Pastasåserna i området är mycket varierande och kan bestå av såväl kött som grönsaker. Kryddiga peperoni är också populära i Basilicata. Den bittra digestifen Amaro Lucano är från regionen.

### Kalabrien

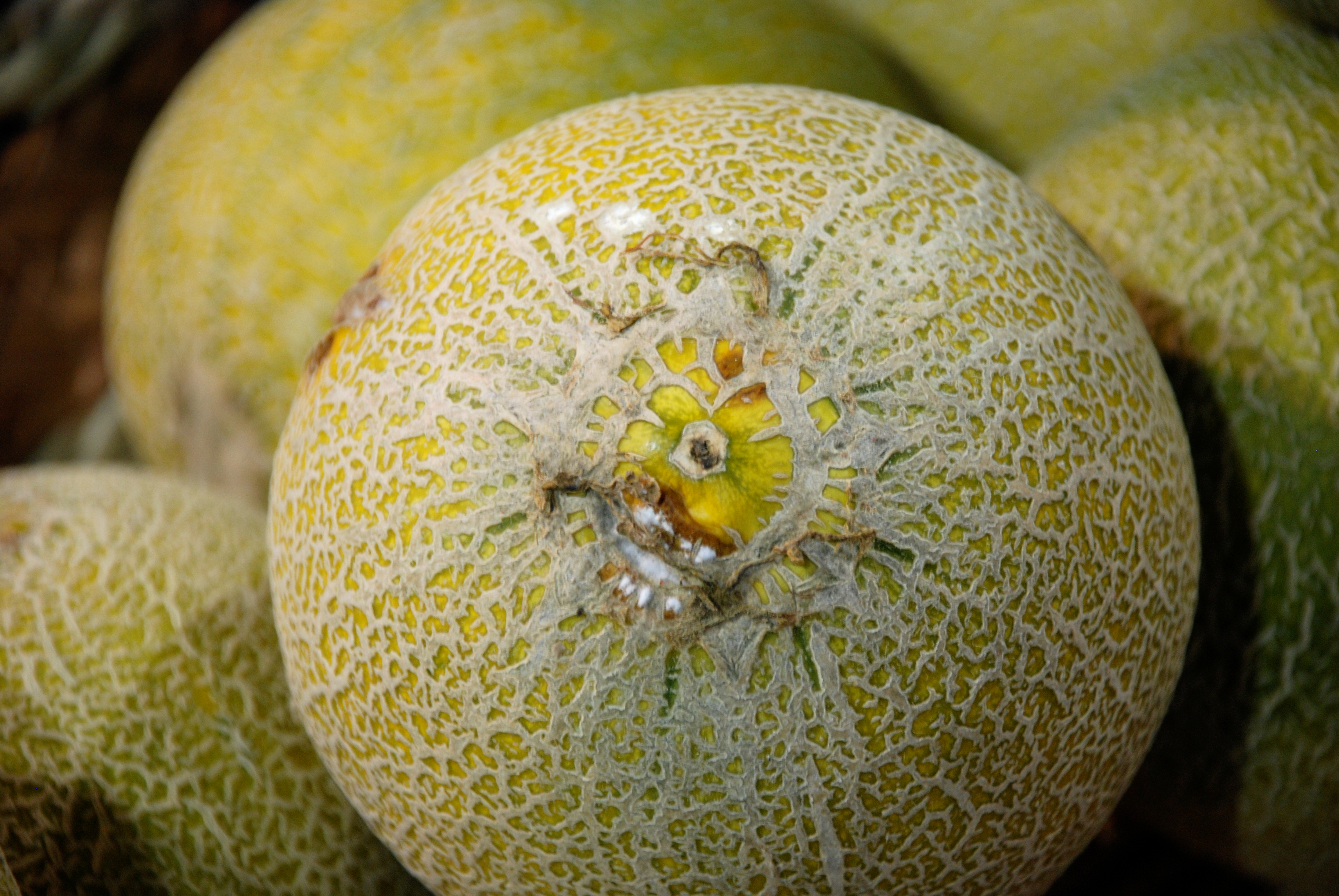
Meloner odlade i Kalabrien.

Det kalabriska köket har påverkats av erövrare och besökare från regionens förflutna. Araber introducerade apelsin, citron, russin, kronärtskocka och aubergine. Under medeltiden bidrog cisterciensermunkarna med ny teknik inom jordbruket. Det franska styret under Angevindynastin, och senare Napoleon I, tillsammans med spanska influenser, har påverkat språket och köket, något som återspeglas i vissa namn inom matlagningen som exempelvis tårta, gatò, från franskans gateau. Från havet får man svärdfisk, räkor, hummer, sjöborrar och bläckfisk. Melon odlas i regionen och vattenmelon, nätmelon, tendrale verde, piel de sapo och invernale giallo serveras ofta i en Macedonia di frutta (fruktsallad) eller inlindade i parmaskinka.

### Sicilien

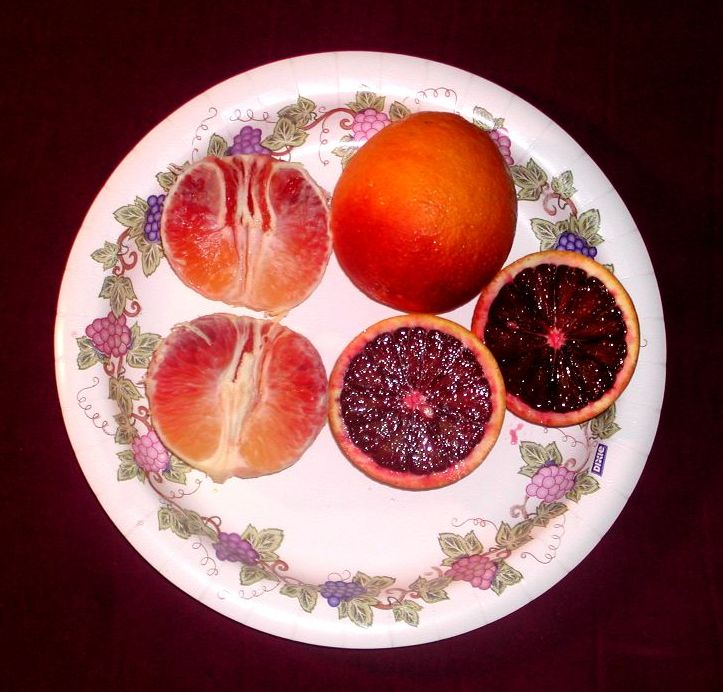
Blodapelsin från Sicilien.

I det sicilianska köket kan man se klara spår från antikens greker: Dionysus[källa behövs] sägs ha introducerat vinet i regionen. Romarna erövrade senare ön och tog med sig många finare rätter av gås. Bysantinerna söta och sura smaker medan araberna under 900- och 1000-talet introducerade aprikos, socker, citrus, meloner, ris, saffran, russin, muskot, kryddnejlika, svartpeppar och kanel vilka än idag är ingredienser som återfinns i det sicilianska köket. Normanderna och hohenstaufarna introducerade en rad kötträtter. Spanjorerna tog med sig en mängd ingredienser från Nya världen, däribland kakao, majs, kalkon och tomater. Tonfisk, havsrudefisk, havsabborre, bläckfisk, svärdfisk och andra fisksorter är en del av det sicilianska köket. Caponata är en siciliansk grönsaksröra.

### Sardinien

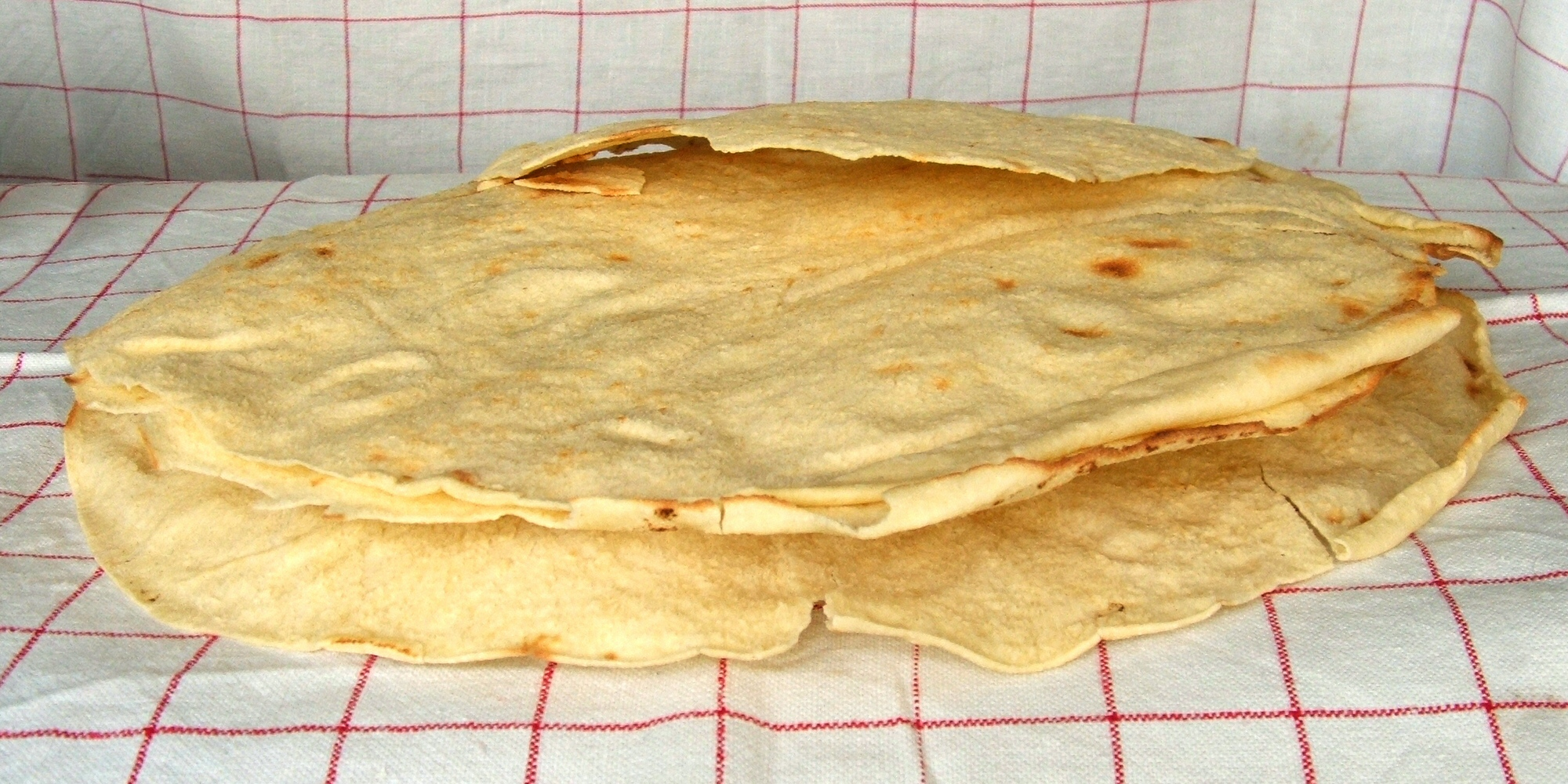
Carasau-bröd.

Langust, jätteräkor, bläckfisk, tonfisk, sardiner och andra fiskar och skaldjur är viktiga i Sardiniens kök. Spädgris och vildsvin grillas på spett eller kokas i en lång rad av grytor med bönor, grönsaker och förtjockade med torrt bröd. Färska örter som mynta och myrten används. Sardinskt bröd görs i en torrare form som håller längre än fuktigare bröd, exempelvis civraxiu, coccoi pinatus, ett dekorativt bröd och pistoccu gjort på endast vatten och mjöl, vars syfte är att kunna färdas långt tillsammans med boskapsskötare och herdar, i hemmen serveras det dock ofta tillsammans med tomater, basilika, oregano, vitlök och stark ost.

## Några maträtter
- Bröd
  - Bruschetta
  - Ciabatta
  - Focaccia
  - Pizza
  - Pinsa
- Soppor
  - Bagna Caoda
  - Minestrone
- Pasta
  - Carbonara
  - Gnocchi
  - Lasagne
  - Ravioli
- Ris
  - Arancini
  - Risotto
- Ägg
  - Frittata
- Kött
  - Osso buco
  - Saltimbocca
- Dessert
  - Cassata
  - Cannoli
  - Panettone
  - Tiramisù
  - Zabaglione

## Drycker
Förutom den typiska italienska maten är drycker framträdande i det italienska köket, några exempel är de italienska vinerna, likören limoncello och espresson.

### Vin
Generellt kommer de flesta kvalitetsvinerna från Italiens norra delar , medan kooperativ i söder producerar enklare lantviner. Några kända vindistrikt är:
- Chianti är ett område mellan Florens och Siena som producerar rubinrött, lätt rödvin.
- Barolo är ett område i Piemonte som tillverkar relativt tunga rödviner av nebbiolo-druvan.
- Valpolicella är ett område vid Verona där ett relativt lätt rödvin produceras. Amarone och Recioto är söta, starka viner som görs av russinaktiga torkade druvor. Vid Gardasjön ligger vindistriktet Bardolino.
- Från Veneto kommer en rad fina vitviner, bland annat den mousserande prosecco och Bianco di Custoza.
- Från Lazio produceras friska vitviner som Frascati.
- Apulien har en stor vinproduktion av enklare, kraftiga rödviner baserade på druvsorter som primitivo och nero d'avola.
- På Sicilien tillverkas Marsalavin, som dricks både till desserter och i matlagning. Malvasia-druvan används till söta vitviner. På Sicilien görs även citruslikören Limocello.

### Kaffe

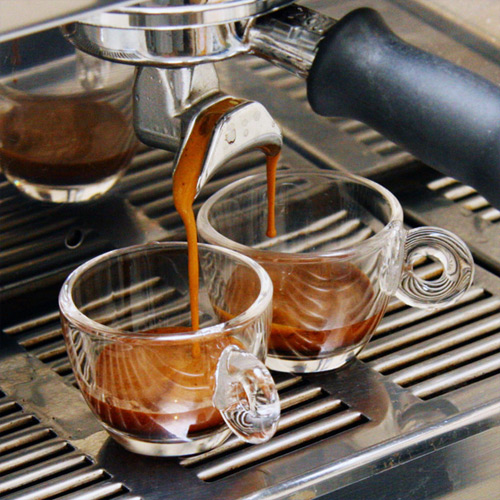
Espresso.

Det typiskt italienska kaffet espresso framställs av samma typ av bönor som vilken annan kaffesort som helst. Emellertid brukar de bönor som ska användas för espresso mörkrostas och är ofta en blandning av kaffebönor med olika ursprung. I Italien är espressobönor traditionellt mellanrostade till lätt mörkrostade i norr och rostningen blir mörkare ju längre ned man kommer. Dock är de brasilianska kaffebönorna väldigt framträdande i hela Italien.
Espresso serveras vanligtvis i små mängder i en liten kopp. Variantern caffè macchiato, eller espresso macchiato, är en espresso som toppats med ångad mjölk. Ristretto är en starkare variant som görs med mindre vatten. Cappuccino är espresso blandad, eller toppad, med ångad, ofta skummad, mjölk. Den betraktas vanligen som en morgondryck. Caffelatte är vanligen lika delar espresso och skummad mjölk, liknande café au lait, och serveras vanligen i en stor kopp. Latte macchiato är ett glas varm mjölk med en skvätt kaffe i.